# Petrus Kastenman
Lars Petrus Ragnar Kastenman (15 agosto 1924 – Stenstorp, 10 giugno 2013) è stato un cavaliere svedese.

## Palmarès
- Giochi olimpici

Stoccolma 1956: oro nel concorso completo individuale.